# Tsantikihin
Tsantikihin /= small flounde creek/, selo Auk Indijanaca na Aljaski na čijem se mjestu kasnije razvio Juneau, glavni grad Aljaske.
Danas je Tsantikihin jedan predio Juneaua na nadmorskoj visini od 153 metra, udaljen od Starr Hilla nešto više od pola kilometra (0.41 milju).